# Biblioteca Humanista de Sélestat

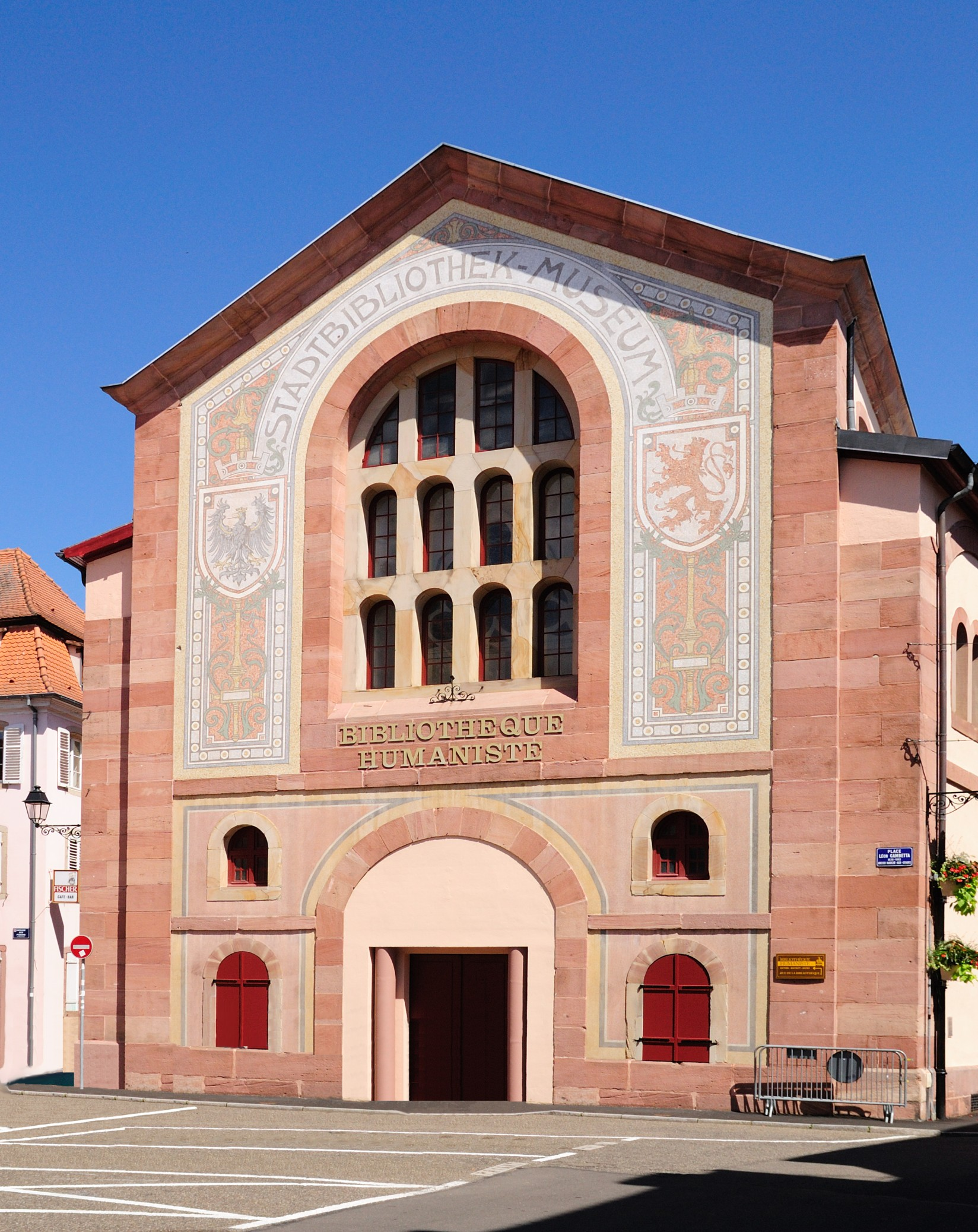
Entrada da biblioteca

A Biblioteca Humanista de Sélestat é um dos mais importantes tesouros culturais da região de Alsácia na França e é formada pela união da biblioteca da Escola Humanista e a biblioteca privada de Beatus Rhenanus. De acordo com as tradições locais, Alsácia possui três grandes tesouros: a Catedral de Estrasburgo, o Retábulo de Issenheim em Colmar e a Biblioteca Humanista de Sélestat.

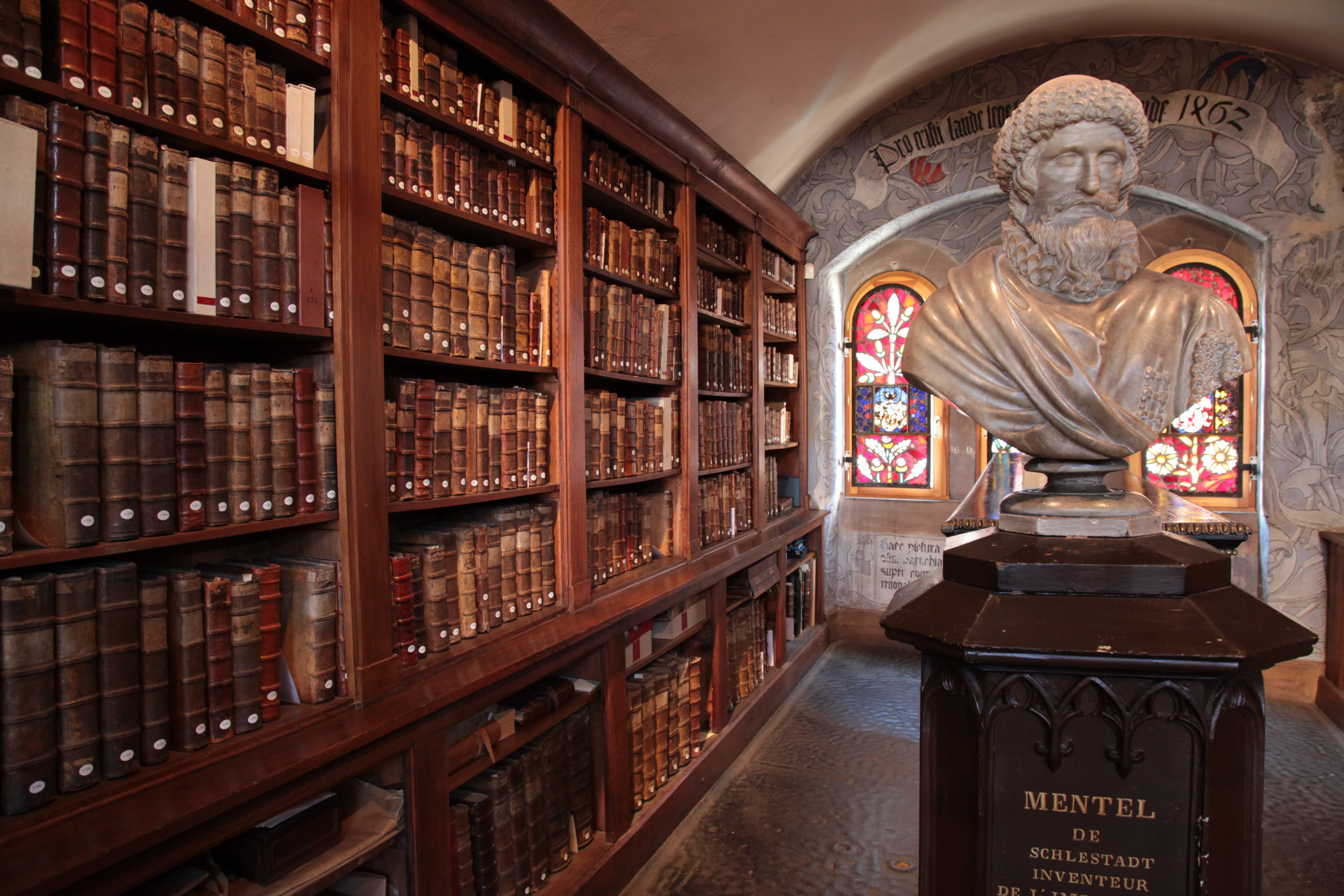
Biblioteca de Beatus Rhenanus com um busto de Johannes Mentelin

## A Biblioteca de Beatus Rhenanus
Beatus Rhenanus doou sua biblioteca à cidade de Sélestat. A biblioteca possuia cerca de 670 volumes encadernados em couro na época de sua morte em 1547, os quais foram coletados durante seus estudos e trabalhos em Estrasburgo, Basileia, Sorbonne e Sélestat.
A biblioteca de Beatus Rhenanus está inscrita no Programa Memória do Mundo da UNESCO.